# Pilosocereus arenicola
Pilosocereus arenicola là một loài thực vật có hoa trong họ Cactaceae. Loài này được (Werderm.) Byles & G.D. Rowley miêu tả khoa học đầu tiên năm 1957.